# Hrvoje Kovačević
Hrvoje Kovačević (* 25. Januar 1986 in Našice, Kroatien) ist ein ehemaliger kroatischer Basketballspieler.

## Laufbahn
Kovačević nahm als kroatischer Jugendnationalspieler von 2004 bis 2006 an drei Junioren-Europameisterschaften teil.
Im Sommer 2008 meldet er sich zum NBA Draft an, wurde aber nicht ausgewählt.
Mit dem kroatischen Verein Cibona Zagreb gewann er 2012 und 2013 zwei kroatische Meisterschaften sowie 2013 den kroatischen Pokal und den kroatischen Supercup.
Mit dem kroatischen Erstligisten Cedevita Zagreb schaffte er es bis in das Halbfinale des Eurocups.
Im Sommer 2013 unterschrieb er beim Mitteldeutschen Basketball Club seinen ersten BBL-Vertrag.
Nach der Saison 2014/2015 beim polnischen Erstligisten Anwil Włocławek ging es für „Kova“ zu den Academics Heidelberg, die er von 2015 bis 2017 verstärkte.
2017 unterschrieb Kovačević bei den Hamburg Towers. Nachdem er mit den Hamburgern 2019 den Meistertitel in der 2. Bundesliga ProA gewonnen hatte, beendete er seine Karriere als Basketballer.